# جیمز اسمیت مک‌دانل
جیمز اسمیت مک‌دانل (به انگلیسی: James Smith McDonnell) (زاده ۹ آوریل ۱۸۹۹ - درگذشته ۲۲ اوت ۱۹۸۰) کارآفرین، هوانورد و مهندس آمریکایی بود، که در سال ۱۹۳۹ شرکت مک‌دانل را راه‌اندازی کرد. این شرکت در سال ۱۹۶۷ با شرکت هواپیماسازی داگلاس ادغام شد و مک‌دانل داگلاس را پدیدآورد.